# Мілогощ (Нижньосілезьке воєводство)
Мілогощ (пол. Miłogoszcz, нім. Mühlgast) — село в Польщі, у гміні Рудна Любінського повіту Нижньосілезького воєводства.
Населення — 79 осіб (2011).
У 1975-1998 роках село належало до Легницького воєводства.

## Демографія
Демографічна структура станом на 31 березня 2011 року:
|          | Загалом | Допрацездатний вік | Працездатний вік | Постпрацездатний вік |
| -------- | ------- | ------------------ | ---------------- | -------------------- |
| Чоловіки | 38      | 6                  | 24               | 8                    |
| Жінки    | 41      | 7                  | 20               | 14                   |
| Разом    | 79      | 13                 | 44               | 22                   |